# Madis
Els madis (singular madi o mà'dí) són un poble del Sudan del Sud, al comtat de Magwi, i d'Uganda, als districtes d'Adjumani i Moyo. El seu nom vol dir "persona". Parlen la llengua madi.
Des de 1985 algunes unitats del SPLA van fer atacs en territori madi. Amoïnats van fer una reunió tribal el març de 1986 a Nimule, sota direcció de Ruben Surur, cap de Lukai, designant a Poliodoro Draru com a cap militar dels madis. Surur i Draru eren membres de la reial família Lukai i Draru a més un protegit del rei Alimu Dengu. El nomenament implicava que Alimu Dengu deixava el tron però Draru li va fer conservar i fou el darrer rei del poble madi. Un temps després Joseph Lagu va designar a Draru com oficial d'intel·ligència del seu moviment. Draru va consultar amb el general Peter Cirilo, un sudista dins de l'exèrcit sudanès i aleshores governador d'Equatoria Oriental, i Cirilo li va donar autorització per formar una milícia madi. La guerra va evolucionar i a mesura que el SPLA guanyava força molts madis s'hi van unir entre els quals Anne Itto (abans lector a la universitat de Juba), John Andruga i Martin Teresio Kenyi. El SPLA, abans enemic, cada vegada era més un amic alliberador. Draru no obstant es va mantenir distant al front de la milícia; la societat es va dividir entre els dos bàndols; durant uns anys hi va haver lluites entre les dues faccions. Finalment Draru va decidir parlar amb els seus rivals i es va aconseguir un principi d'acord però la dinàmica no va canviar. El 1988 el SPLA dominava ja diverses poblacions a Equatoria Oriental com Magwi, Obbo, i altres, i finalment va capturar Torit, la capital provincial. La població de Nimule, capital de Madiland, podia ser presa en qualsevol moment. Cirilo va alertar a Draru que la lluita era inútil i el maç de 1989 el SPLA va ocupar Nimule sense lluita. Hi va haver alguna represalia però en general el SPLA no va fer res contra els madis i va cridar als que havien fugit a Uganda; una part va retornar i foren ben rebuts; la resta va retornar entre 2002 i 2006. Els madis van votar per la secessió en el referèndum del 2011.